# Albert Lister Peace
Albert Lister Peace (Huddersfield, West Yorkshire, 26 de gener de 1844 - Liverpool, 14 de març de 1912) fou un compositor i organista del Regne Unit.
Mostrà tal precocitat per la música, que als nou anys fou nomenat organista d'Holmfirth; el 1866 passà amb el mateix càrrec a l'església de la Trinitat de Glasgow, poc temps després (1870) es graduà de batxiller i el 1875 aconseguí el títol de Doctor musical a Oxford. De l'església de la Trinitat passà el 1879 a la catedral de la mateixa ciutat, i, finalment, el 1897 ocupà idèntica plaça a St. Georges Hall de Liverpool.
Entre les seves produccions i figuren el Salm 128 (solo, cors i orquestra), la cantata Joan Baptista, fantasia per a orgue, serveis religiosos, antífones, tres Sonates (música de cambra, estil antic), etc.
Va publicar nombroses col·leccions de cançons religioses, tals com Scottish hymnual (1885), Anthem Book, etc. Les composicions de Peace són molt nombroses.